# Chantal Cadieux
 (janvier 2010).
Si vous disposez d'ouvrages ou d'articles de référence ou si vous connaissez des sites web de qualité traitant du thème abordé ici, merci de compléter l'article en donnant les références utiles à sa vérifiabilité et en les liant à la section « Notes et références ».
Pour les articles homonymes, voir Cadieux.
Chantal Cadieux, née le 15 juin 1967 à Richmond (Québec), est une romancière, dramaturge et scénariste canadienne, d'expression française.

## Biographie
Chantal Cadieux a écrit le scénario original du film Elles étaient cinq réalisé par Ghyslaine Côté. Elle a aussi écrit le scénario du film réalisé par Jean Beaudin, adaptation du roman Le Collectionneur de Christine Brouillette. Mais c'est surtout en tant que scénariste de télévision qu'elle se fait connaître. Ainsi, elle participe à la scénarisation de la comédie Hommes en quarantaine, diffusée en 2003 et 2004 et plusieurs autres dont Tribu.com et Ent'Cadieux. Elle est l'autrice et scénariste de Providence, une saga familiale diffusée entre 2005 et 2011, de Mémoires Vives, un thriller psychologique diffusé entre 2013 et 2017 ainsi que de Une autre histoire dont la diffusion, sur les ondes de Radio-Canada, a commencé en janvier 2019. En 2024, elle écrit la série Mea Culpa sur un registre beaucoup plus sérieux, puisque la série parle du processus de rencontres entre les victimes et les auteurs de crimes similaires’.
Succédant à Mathieu Plante, présidant de la Société des auteurs de radio, télévision et cinéma (SARTEC), elle devient présidente en 2021!  Elle est égalmenent membre de l'Union des écrivaines et des écrivains québécois (UNEQ).

## Vie Privée
Elle a deux fils: Alex et Émile Vallée. Ce dernier a joué le rôle de Zack dans le film C.R.A.Z.Y. du réalisateur Jean-Marc Vallée, son premier époux. Elle est maintenant mariée au magicien québécois Danys Hamel depuis le 12 août 2017’.

### Romans
- Éclipses et jeans
- Longueur d'ondes
- Samedi trouble

### Théâtre
- Urgent besoin d'intimité
- Amies à vie
- Sans toit ni loi
- Place au soleil
- On court toujours après l'amour

### Scénarios
- Ent'Cadieux (série télévisée, 1993-1999)
- Un gars, une fille (série télévisée, 1997-2003)
- Les Frimousses
- Tribu.com
- Annie et ses hommes (série télévisée, 2002-2009)
- Le Collectionneur (film, 2002)
- Hommes en quarantaine (série télévisée, 2003-2004)
- Elles étaient cinq (film, 2004)
- Providence (série télévisée, 2005-2011)
- Mémoires vives (série télévisée, 2013-2017)
- Une autre histoire (série télévisée, 2019-2022)
- Mea Culpa (série télévisée, 2025)

## Honneurs
- Prix Yves-Sauvageau: Parfums divers (1990), Urgent besoin d'intimité (1991)